# Cromatisme
Els termes cromatisme i cromàtic (de cromos, el prefix d'origen grec que significa "color") s'utilitzen en els següents camps:

## Òptica i arts plàstiques
- cromatisme, especialment en pintura, pel que fa a color;

## Música
- cromatisme, a l'ús de les notes intermèdies de l'escala o semitons;